# Улленсванг
Улленсванг (норв. Ullensvang) — коммуна в губернии Хордаланн в Норвегии. Административный центр коммуны — город Хинсарвик. Официальный язык коммуны — нюнорск. Население коммуны на 2007 год составляло 3415 чел. Площадь коммуны Улленсванг — 1398,85 км², код-идентификатор — 1231.

## История населения коммуны
Население коммуны за последние 60 лет.

Статистика коммуны Улленсванг